# Could You Be Loved
Could You Be Loved è un singolo reggae composto dal cantante e chitarrista giamaicano Bob Marley per il suo album del 1980 Uprising.

## Descrizione
Il testo della canzone fu scritto da Bob nel 1979. In quel momento Bob si trovava su un aereo insieme ai The Wailers con cui decise di scrivere e strumentare il pezzo. Lo spartito verrà anche stampato sui francobolli giamaicani del 1981. Rispettivamente la canzone arrivò al quinto posto nella classifica UK Singles Chart e al sesto posto della Hot Dance Club Play. Verso il centro della canzone i background vocals pronunciano alcune frasi del primo singolo di Bob Judge Not, le parole dicono: "The road of life is rocky And you may stumble too. So while you point a finger, someone else is judging you." (trad: La strada della vita è difficoltosa e puoi anche inciampare. Quindi mentre punti il dito, qualcun altro sta giudicando te).

## Tracce
1. Could You Be Loved
2. One Drop

## Classifiche
| Classifica (1980)        | Posizione massima |
| ------------------------ | ----------------- |
| Belgio (Fiandre)         | 3                 |
| Francia                  | 10                |
| Germania                 | 13                |
| Irlanda                  | 3                 |
| Italia                   | 6                 |
| Norvegia                 | 10                |
| Nuova Zelanda            | 2                 |
| Paesi Bassi              | 4                 |
| Regno Unito              | 5                 |
| Stati Uniti (dance club) | 6                 |
| Stati Uniti (R&B)        | 56                |
| Svezia                   | 11                |
| Svizzera                 | 2                 |

## Cover
Il pezzo è stato reinterpretato da alcune band fra cui:
- il duo pop delle Shakespears Sister che incluse la canzone nel loro primo album del 1989 Sacred Heart
- i figli di Bob ovvero Damian e Stephen Marley (la loro cover fu utilizzata nel film del 2002 Blue Crush)
- dai Toto che la inclusero nel loro album di cover del 2002 Through the Looking Glass. La canzone fu anche estratta dall'album come singolo, ma non vendette molto.
- dal cantante Britannico Joe Cocker estratta dall'album Across from Midnight
- nel 2010 in Italia riscosse grande successo, soprattutto a livello radiofonico, la cover realizzata dal gruppo milanese Jack Jaselli & The great Vibes Foundation
- Nel 2011 Lauryn Hill, per anni legata a Rohan Marley, ne ha fatto una sua versione al Late Night with Jimmy Fallon, durante il tributo a Bob per i 30 anni dalla sua morte.[16]

## Colonne sonore
La canzone è stata anche usata nei seguenti film come colonna sonora:
- Blue Crush del 2002 con Kate Bosworth e Michelle Rodriguez
- 50 volte il primo bacio del 2004 con Adam Sandler e Drew Barrymore
- Catch a Fire del 2006
- Tutti pazzi per l'oro del 2008 con Matthew McConaughey e Kate Hudson